# Odznaka pamiątkowa artylerii przeciwlotniczej II RP
Odznaka pamiątkowa artylerii przeciwlotniczej – odznaka jednostek artylerii przeciwlotniczej Wojska Polskiego II RP.
13 sierpnia 1932 Minister Spraw Wojskowych zatwierdził wzór odznaki pamiątkowej artylerii przeciwlotniczej i jej regulamin. Wzór odznaki dla wszystkich jednostek był identyczny. Różniły się wyłącznie numerami poszczególnych dywizjonów.
Odznakę jednoczęściową, o wymiarach 40x80 mm, stanowiła tarcza owalna z dwiema lufami armatnimi skierowanymi ku górze, obwiedzona półwieńcem i zwieńczona orłem w locie. Pośrodku odznaki umieszczony był numer dywizjonu lub 1 Pułku Artylerii Przeciwlotniczej.
Prawo do odznaki przysługiwało wszystkim żołnierzom po pięciomiesięcznym pobycie na froncie lub roku służby poza frontem. W czasie pokojowym oficerowie i podoficerowie zawodowi mogli otrzymać odznakę po dwóch latach służby w dywizjonie, szeregowi niezawodowi po piętnastu miesiącach służby czynnej. Odznaka była nadawana również innym osobom za zasługi dla dywizjonu, formacji lub wojska.
Wykonawcą znanych odznak artylerii przeciwlotniczej pułku i dywizjonów był Stanisław Reising w Warszawie, ul. Króla Alberta I nr 1.